# Агаларушаги
Агаларушаги (азерб. Ağalaruşağı) — село у Лачинському районі Азербайджану. Село розташоване за 75 км на північний захід від районного центру, міста Лачина.